# NGC 28
NGC 28 je eliptická galaxie nacházející se v souhvězdí Fénixe. Ve středoevropských zeměpisných šířkách není pozorovatelná.